# مقبرة الحيوانات (فلم 2019)
مقبرة الحيوانات هو فيلم رعب خارق للطبيعة تم إنتاجه في الولايات المتحدة وصدر في سنة 2019. من إخراج كيفن كولش ودينيس ويدميير وكتابة جيف بولر من قصة لمات غرينبرغ. الفيلم هو ثاني اقتباس لرواية بنفس الاسم للروائي ستيفن كينغ. من بطولة جيسون كلارك وايمي سيميتز وجون ليثغو.

## القصة
لويس كريد، طبيب من بوسطن، ماساتشوستس ينتقل إلى بلدة لودلو الصغيرة، مين مع زوجته راشيل، وابنيهما الصغيرين، إيلي وجيج، وقطط إليز، الكنيسة. استكشاف الغابة، يتعثر إيلي عبر موكب جنازة من الأطفال الذين يأخذون كلبا ميتا إلى مقبرة تسمى الحيوانات الأليفة Sematary. جود كراندال، جارهم، يحذرهم من أن الغابة خطيرة.
في المستشفى الجامعي، اهتز لويس بعد فشله في إنقاذ حياة فيكتور باسكو، وهو طالب أصيب بجروح قاتلة بعد أن صدمته سيارة. لقد عاش لاحقًا حلمًا حاسمًا يقوده فيكتور باسكو إلى الجزء الخلفي من المقبرة ويحذره من «المغامرة إلى ما بعد». يستيقظ لويس ليجد قدميه وأغطية السرير ملطخة بالوحل، مما يشير إلى أن الأحداث كانت أكثر من مجرد كابوس.
في عيد الهالوين، تقتل الكنيسة على متن شاحنة. يأخذ Jud لويس إلى Pet Pet Sematary ، ثم أبعد إلى مكان دفن قديم لدفن الكنيسة. في اليوم التالي، صُعق لويس عندما عاد تشرش إلى المنزل على قيد الحياة، على الرغم من أنه أكثر عدوانية، تمزق طائرًا بعنف. يخبر Jud لويس أن أرض الدفن تعيد الأمور من بين الأموات ويعتقد أنها مأهولة بروح تعرف باسم Wendigo. بعد أن هاجمت الكنيسة غيج، يحاول لويس الموت عليه. ومع ذلك، فهو يقرر عدم قتل القطة ويطلق سراحه بدلاً من ذلك.
خلال حفل عيد ميلادها، رصدت إيلي الكنيسة على الطريق وهرعت إليه، لكنها قُتلت في حادث سيارة شاحنة صهريج كبيرة. تتعرض العائلة للدمار بسبب وفاتها، وتترك راشيل وجيج لقضاء بضعة أيام مع والدي راشيل. يحذر جود، الذي شعر بأن لويس يعتزم إحياء إيلي، من الأب الحزين أن «الميت في بعض الأحيان أفضل». على الرغم من التحذيرات منه وروح باسكو، فإن حزن لويس وإثمه دفعه إلى تنفيذ خطته. هو يعالج جود، يستخرج جسد إيلي، ويدفنها في مقبرة بيت سيماتاري بينما يراقب وينديجو. يعود إيلي من بين الأموات ولكنه يظهر سلوكًا مزعجًا. في منزل والديها، تشعر راشيل بالخوف من رؤى أختها الميتة زيلدا، التي عانت من التهاب السحايا الفقري وتوفيت بعد سقوطها في عمود دموي. يرى Gage أيضًا شبح Victor Pascow. يستيقظ جود ويواجه لويس. لقد رصد إيلي وهرب إلى منزله في حالة رعب، واستعاد مسدسا لقتله. ومع ذلك، فإن كنيسة إيلي التي صرفت انتباهها عن الهراء، تسمح لشريحة من خلال وتر جود أخيل بمشرط. لقد أخذت لفترة وجيزة شكل زوجة جود الميتة، نورما، مما يشير إلى أن نورما وإيلي يعانيان ويحترقان في حياة آخرة ملعونة، قبل أن يطعنوا جود حتى الموت، بينما تنظر الكنيسة.

راشيل وجيج العودة إلى المنزل وتلبية ايلي أوندد. راشيل مرعوبة ويخبرها لويس عن أرض الدفن والغرض منها. طعنت راشيل من قبل إيلي لكنها تمكنت من الفرار إلى الحمام مع غيج. وجد لويس جثة جود وهو قادر على إنقاذ غيج بينما طعنت إيلي قاتلة راشيل. يقفل غيج في السيارة ويسارع إلى راشيل التي طلبت منه عدم إحيائها قبل الموت. ايلي يقرع لويس فاقد الوعي ويدفن جثة راشيل. بينما يستعد لويس لقتل إيلي، يتعرض لسوء الحظ من قبل راشيل إحياء، ودُفن أيضًا. جنبا إلى جنب مع الكنيسة، الثلاثي أضرموا النار في منزل جود قبل الاقتراب من السيارة حيث يجلس غيج في الداخل. إيماءات لويس التي بعثت إلى غيج لفتح الباب.

## الميزانية والإيرادات
بلغت تكلفة إنتاج الفيلم حوالي 21 مليون $ بينما حقق إيرادات تقدر بـ 112.4 مليون $.

## التصوير
بدأ التصوير الرئيسي في 18 يونيو من عام 2018، في هدسون، كيبك، كندا. وانتهى التصوير في 11 أغسطس من عام 2018.

## روابط خارجية
- مقالات تستعمل روابط فنية بلا صلة مع ويكي بيانات